# Собор Непорочного Зачатия (Слайго)
Собор Непорочного Зачатия (англ. Cathedral of the Immaculate Conception) — католический собор епархии Элфина. Находится в городе Слайго в графстве Слайго, Ирландия. Собор вмещает 1400 человек.
Собор был построен епископом Лоуренсом Гиллули, который был назначен епископом Элфина в 1858 году. Он решил, что учитывая размеры епархии пришло время заменить приходскую часовню Святого Иоанна на более вместительный собор. Он нанял Джорджа Голди, одного из выдающихся католических архитекторов в Англии XIX века. Собор был открыт для богослужений 26 июля 1874 года кардиналом Полом Калленом из Дублина.
Собор построен в нормано-романо-византийском стиле и является единственным собором в романском стиле, построенным в XIX веке. Спроектированный в форме базилики, храм имеет квадратную башню с пирамидальным верхом, высота которой достигает 70 метров, и поддерживающие турели на западном конце. Круглый баптистерий, включённый в апсиду, с пятью ланцетовидными окнами за главным алтарём, первоначально был спроектирован как часовня для заупокойных служб.
В Слайго также есть англиканский собор Иоанна Крестителя.